# Hibiki Ōtsuki
Hibiki Ōtsuki, née le 21 février 1988 à Otaru, est une actrice et idole japonaise.

## Biographie
Actif depuis 2008, Otsuki est devenu l'un des artistes les plus connus et les plus prolifiques de l'industrie audiovisuelle avec plus de 2100 apparitions audiovisuelles créditées. Actuellement représentée par l'agence audiovisuelle T-Powers, elle est également membre du groupe d'idols T♡Project.